# Rao-Rao
Rao-Rao is een bestuurslaag in het regentschap Mandailing Natal van de provincie Noord-Sumatra, Indonesië. Rao-Rao telt 242 inwoners (volkstelling 2010).